# نیل ایر
نیل ایر (به انگلیسی: Nile Air) یک شرکت هواپیمایی با کد یاتا NP است که در ۲۰۰۸ میلادی تأسیس شده‌است. دفتر مرکزی نیل ایر در قاهره، مصر واقع شده‌است و قطب این شرکت هواپیمایی در فرودگاه بین‌المللی قاهره قرار دارد و به ۱۳ مقصد، پرواز انجام می‌دهد.